# Lady Pénélope en danger
Lady Pénélope est en danger  (The Perils of Penelope) est le 3e épisode de la première saison de la série télévisée Les Sentinelles de l'air. L'ordre de diffusion étant différent de l'ordre de production, il fut le douzième épisode réalisé.

## Synopsis
Le professeur Borender, créateur d'un nouveau carburant pour fusée produit à partir d'eau de mer, disparaît lors d'un voyage en monorail Paris-Anderbad. Lady Penelope est alors contactée par Sir Jeremy Hodge (lui aussi agent de la Sécurité Internationale) afin de l'aider à retrouver le professeur disparu qui était son ami. A mesure que l’enquête avance, Lady Penelope et Sir Hodge se retrouvent rapidement en danger de mort...